# Боз-Бешик
Боз-Бешик (кирг. Боз-Бешик) — село в Джети-Огузском районе Иссык-Кульской области Кыргызстана. Входит в состав Оргочорского аильного округа. Код СОАТЕ — 41702 210 845 02 0.

## Население
По данным переписи 2009 года, в селе проживало 1079 человек.